# Чуаньхуэй
Чуаньхуэ́й (кит. упр. 川汇, пиньинь Chuānhuì, буквально: «слияние рек») — район городского подчинения городского округа Чжоукоу провинции Хэнань (КНР).

## История
При империи Мин у слияния рек Цзялу и Шаинь начал развиваться посёлок Чжоуцзякоу (周家口镇). В административном плане территория современного района была разделена между уездами Хуайнин (淮宁县) и Шаншуй. При империи Цин находившийся на пересечении речных путей посёлок быстро развивался, однако развитие железных дорог в конце империи Цин снизило значение речного транспорта.
В 1938 году во время японо-китайской войны гоминьдановское правительство ради создания препятствия для наступления японских войск приняло решение о разрушении дамб на Хуанхэ. Разлившаяся река на несколько лет сделала эти земли непригодными для жизни.
17 января 1948 года китайскими коммунистами было создано народное правительство Чжоукоу, ставшего отдельным городом. В 1949 году был создан Специальный район Хуайян (淮阳专区), и эти земли вошли в его состав. 10 июня 1952 года Чжоукоу был понижен в статусе до посёлка, подчинённого уезду Шаншуй. В 1953 году Специальный район Хуайян был расформирован, и Чжоукоу, вновь ставший отдельным городом, перешёл в состав Специального района Сюйчан (许昌专区). В 1958 году Чжоукоу вновь был понижен в статусе и опять стал посёлком уезда Шаншуй.
15 июня 1965 года был создан Специальный район Чжоукоу (周口专区), власти которого разместились в посёлке Чжоукоу, остававшемся, тем не менее, подчинённым уезду Шаншуй. 25 ноября 1965 года посёлок Чжоукоу был подчинён напрямую органам управления Специального района Чжоукоу, выйдя из-под юрисдикции уезда Шаншуй. В 1969 году Специальный район Чжоукоу был переименован в Округ Чжоукоу (周口地区). 26 сентября 1980 году Чжоукоу был преобразован в городской уезд.
8 июня 2000 года постановлением Госсовета КНР были расформированы округ Чжоукоу и городской уезд Чжоукоу, и образован городской округ Чжоукоу; бывший городской уезд Чжоукоу стал районом Чуаньхуэй в его составе.

## Административное деление
Район делится на 9 уличных комитетов и 2 волости.